# 2007年の教育
2007年の教育（2007ねんのきょういく）は、2007年の教育関連のできごとの一覧である。

## 全般
- 高等学校日本史教科書の教科書検定で、沖縄戦における集団自決に関する記述への検定意見が社会問題化する。
- 全国学力・学習状況調査（全国学力テスト）が、1964年以来43年ぶりに全員調査で実施される。
- 学校教育法・地方教育行政法・教育職員免許法が改正される。
- 大学合格実績水増し問題が、各地の高等学校で相次いで発覚する。

## 大学

### 新設
- 日本医療科学大学（新設。保健医療学部）
- 東京未来大学（新設。こども心理学部。通学課程・通信課程）
- 四日市看護医療大学（看護学部）
- 京都医療科学大学（京都医療技術短期大学より。医療科学部）
- 森ノ宮医療大学（新設。保健医療学部）
- 神戸夙川学院大学（新設。観光文化学部）
- 兵庫医療大学（薬学部・看護学部・リハビリテーション学部）
- 近大姫路大学（近畿大学豊岡短期大学より。看護学部）
- 山口学芸大学（山口芸術短期大学より。教育学部）
- サイバー大学（新設。IT総合学部・世界遺産学部。通信教育課程）

### 統合
- 大阪大学（2007年10月1日付で大阪大学と大阪外国語大学が統合）

### 名称変更
- 愛知東邦大学（東邦学園大学から校名変更）

### 学部の新設
- 岩手医科大学 薬学部
- いわき明星大学 薬学部
- つくば国際大学 医療保健学部（つくば国際短期大学より）
- 獨協医科大学 看護学部
- 浦和大学 こども学部
- 淑徳大学 看護学部
- 高千穂大学 人間科学部
- 多摩大学 グローバルスタディーズ学部（湘南国際女子短期大学より）
- 金沢医科大学 看護学部
- 金沢星稜大学 人間科学部
- 金城大学 医療健康学部
- 帝京科学大学 医療科学部
- 松本大学 人間健康学部
- 中部学院大学 リハビリテーション学部
- 椙山女学園大学 教育学部
- 愛知東邦大学 人間学部
- 名古屋芸術大学 人間発達学部
- 太成学院大学 看護学部
- 甲南女子大学 看護リハビリテーション学部
- 姫路獨協大学 薬学部
- 福山平成大学 看護学部
- 安田女子大学 薬学部
- 宇部フロンティア大学 人間健康学部
- 西九州大学 リハビリテーション学部